# Reddersen (apellido)
Reddersen es un apellido patronímico originario de Alemania, específicamente de la península de Jutlandia. Se encuentra con mayor frecuencia en las regiones de Schleswig-Holstein y Mecklemburgo-Pomerania Occidental. Si bien la mayoría de las personas con este apellido residen en Alemania, pueden encontrarse algunos grupos en países como Estados Unidos, Chile, Dinamarca y Suiza.

## Etimología
"Redder" es una palabra del idioma frisón occidental que significa "salvador" e incluye el sufijo "-sen" que es comúnmente utilizado en los apellidos patronímicos en idiomas escandinavos y germánicos. Esto indica que Reddersen se traduce como "Hijo del salvador".
Coincidentemente, Reddersen en el idioma danés también significa "el salvador".

## En Alemania

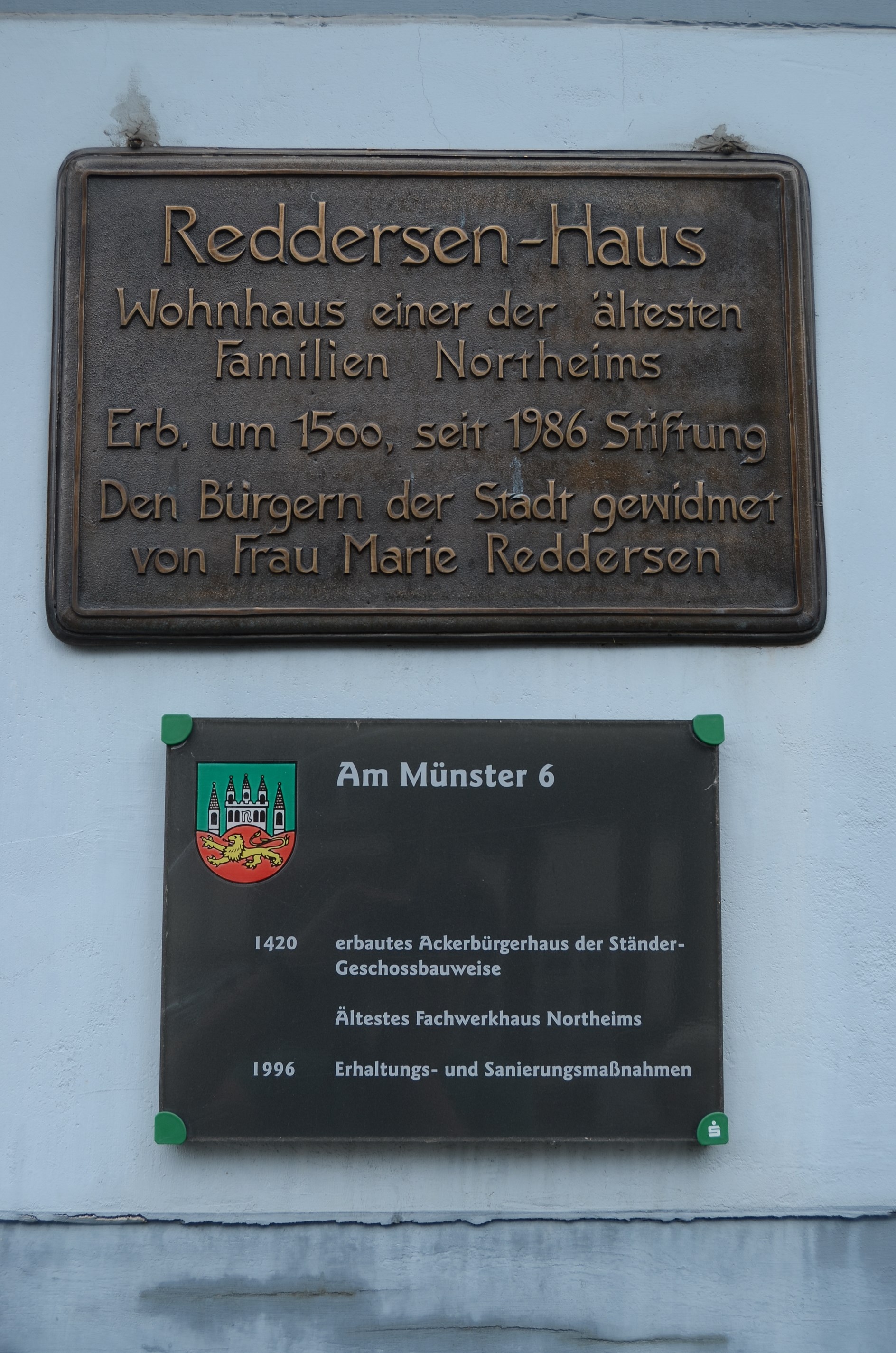
Placa al exterior de la Reddersen-Haus en Northeim.

En el año 1420 la numerosa familia Reddersen que residía en la ciudad de Northeim construyó el Reddersen-Haus. Este notable Fachwerkhaus (casa de entramado de madera) fue transformado en una fundación benéfica por Marie Reddersen, su última propietaria. Después de extensas renovaciones, el Reddersen-Haus se reabrió en 1997. En el primer piso se exhibe el inventario de la familia Reddersen, mostrando la cultura de vida burguesa de agricultores urbanos a finales del siglo XIX.
Hoy en día, el Reddersen-Haus es un centro de la vida cultural en Northeim, sirviendo como museo, institución de fomento artístico y oficina de información turística.
A unos 7.5 km al oeste del Reddersen-Haus, puede encontrarse la Reddersenstraße. Esta calle es parte del municipio de Moringen.
Durante dos décadas (1946 a 1966), Paul Reddersen, dirigente político del SPD, ejerció como concejal en el municipio de Eichede, que hoy forma parte de Steinburg, en el estado federado de Schleswig-Holstein.
En la ciudad de Bremen también existe desde 1971 una Reddersenstraße. Ubicada en el distrito de Horn-Lehe, esta calle fue nombrada por el senado en honor al profesor y trabajador social Heinrich Otto Reddersen.

## En Chile
Está documentado que el Sr. Wilhelm Heinrich Reddersen Kunstmann (también conocido como Guillermo Enrique Reddersen) fue el primer alemán de apellido Reddersen que llegó a Chile a finales del siglo XIX. Trabajó como  maquinista ferroviario en la zona que actualmente corresponde a la Región de Ñuble.
En la práctica, todas las personas que poseen el apellido Reddersen en este país son sus descendientes. Entre estos, han logrado notoriedad pública: Federico Reddersen Orellana (ciclista destacado de la ciudad de Chillán), Carlos Reddersen Rogge (ex embajador de Chile en Honduras) y Natalia Reddersen 
(actriz).